# Áris Fakínos
Áris Fakínos, né en 1935 à Maroússi au nord d'Athènes et mort le 3 mai 1998 à Montreuil, est un écrivain grec.

## Biographie
Sa vie est marquée par le destin politique de la Grèce : un an après sa naissance, sous le règne du monarque Georges II, le général Métaxas prend le pouvoir et impose une dictature implacable, faisant la chasse aux intellectuels et aux communistes. Sa jeunesse est ainsi marquée par les persécutions que subissent les démocrates, marquée également par la terrible guerre civile dans laquelle sont engagées les populations en Grèce pendant la période 1947-1949 « aussi meurtrière et sauvage, dit-il, que celle d’Espagne ».
Jusqu’en 1967, il enseigne à l’Institut français d'Athènes notamment à Kalamata et en Crète, tout en écrivant ses premiers romans et des reportages pour le journal crétois Allaghi; puis il délaisse l’enseignement pour se consacrer à la littérature et au journalisme. Mais il fuit la Grèce après le coup d'État des colonels dont il subit la censure. Il s'installe à Paris en 1967 et n’a de cesse de lutter pour le retour à la démocratie en Grèce. En 1969, paraît en France son premier roman, Derniers barbares, qui, bien qu'écrit en grec et traduit en français et en anglais, ne sera publié en Grèce que dix ans plus tard.
Les romans se succèdent, traduits pour la plupart par sa compagne Roselyne Majesté-Larrouy publiés chez Fayard et au Seuil. Son œuvre puise dans la mémoire collective du peuple grec : constituée à la fois par la narration historique, la tradition orale et l’épopée.
Éditorialiste au quotidien Ta Nea, Áris Fakínos est aussi producteur à Radio-France, spécialiste de la musique traditionnelle. Il contribue ainsi à faire mieux connaître en France le chant byzantin, représenté notamment par l’ensemble vocal du chantre Théodore Vassilikos, la chanson populaire traditionnelle, le chant des Akrites, tous édités dans la collection Ocora.
Áris Fakínos est décédé le 3 mai 1998, à Montreuil (Seine-Saint-Denis), d'un œdème pulmonaire.

## Œuvres traduites en français
d’après les notices de la Bibliothèque nationale de France
- 1969 : Les Derniers Barbares, roman traduit du grec par Sophie Le Bret, Paris, Le Seuil.
- 1969 : Le Livre noir de la dictature en Grèce, en collaboration avec « Athènes-Presse libre » dossier réuni sous la direction d'Aris Fakinos, Clément Lépidis et Richard Soméritis, Paris : Le Seuil.
- 1972 : Zone de surveillance, roman traduit du grec par Sophie Le Bret, Paris, Le Seuil.
- 1976 : Les Rats de Hambourg, roman traduit du grec par Sophie Le Bret, avec la collaboration de l'auteur.
- 1979 : Athènes, Collections Microcosme "Petite Planète/villes", Paris, Le Seuil.
- 1980 : L’Homme qui donnait aux pigeons, roman traduit du grec par Josette Doron, Paris : Le Seuil.
- 1982 : Récits des temps perdus (roman), Paris : Le Seuil, réédition 1985 collection « Points roman ».
- 1985 : L’Aïeul, roman traduit du grec par Roselyne Majesté-Larrouy, Paris : Le Seuil.
- 1988 : Grèce, Paris : Point-Seuil.
- 1989 : Les Enfants d’Ulysse, roman traduit du grec par Roselyne Majesté-Larrouy, Paris : Le Seuil.
- 1992 : La Citadelle de la mémoire, roman traduit du grec par Roselyne Majesté-Larrouy, Paris : Fayard.
- 1995 : La Vie volée, roman traduit du grec par Roselyne Majesté-Larrouy, Paris : Fayard.
- 2000 : Le Maître d'œuvre, roman traduit du grec par Roselyne Majesté-Larrouy, Paris: Fayard.